# Jacqueline Andere
Maria Esperanza Jacqueline Andere Aguilar (Città del Messico, 20 agosto 1938) è un'attrice messicana.

## Biografia
In attività dal 1955, è stata lanciata da Luis Buñuel, che la volle come protagonista del film L'angelo sterminatore.
Jacqueline Andere è diventata in seguito una stella delle telenovelas messicane, la più nota delle quali è sicuramente Ai grandi magazzini.
Dal matrimonio con José María Fernández Unsáin, che l'ha lasciata vedova nel 1997, è nata una figlia, l'attrice e cantante Chantal Andere.